# RAAF College
Le Royal Australian Air Force College (communément appelé RAAF College et abrégé en RAAFCOL) est l'académie de formation et d'éducation de la Royal Australian Air Force. Elle est responsable de toutes les formations initiales, du développement de carrière, de la promotion et du leadership de l'Air Force. Le RAAF College a son siège à la base de la RAAF de Wagga, à 10 kilomètres (6 mi) à l'est de la ville de Wagga Wagga en Nouvelle-Galles du Sud.

## Histoire
Le RAAF College a été fondé après la Seconde Guerre mondiale, le 1er août 1947 lorsqu'il a été créé à Point Cook en tant qu'académie formant des élèves-officiers d'équipage d'élite (et certains ingénieurs); la majorité des commandants les plus hauts gradés de la RAAF y ont reçu leur formation initiale. Elle a été rebaptisée RAAF Academy en 1961. Son rôle a considérablement changé en 2008 lorsque l'unité s'est reformée à la base de la RAAF de Wagga  pour devenir un centre de formation principalement destiné aux aviateurs et aux aviatrices aux niveaux débutant et spécialisé, avec un certain nombre d'écoles ailleurs qui ont des rôles similaires.